# Dyschoriste thunbergiiflora
Dyschoriste thunbergiiflora är en akantusväxtart som beskrevs av Gustav Lindau. Dyschoriste thunbergiiflora ingår i släktet Dyschoriste och familjen akantusväxter. Inga underarter finns listade i Catalogue of Life.